# Univerzita Jižní Kalifornie

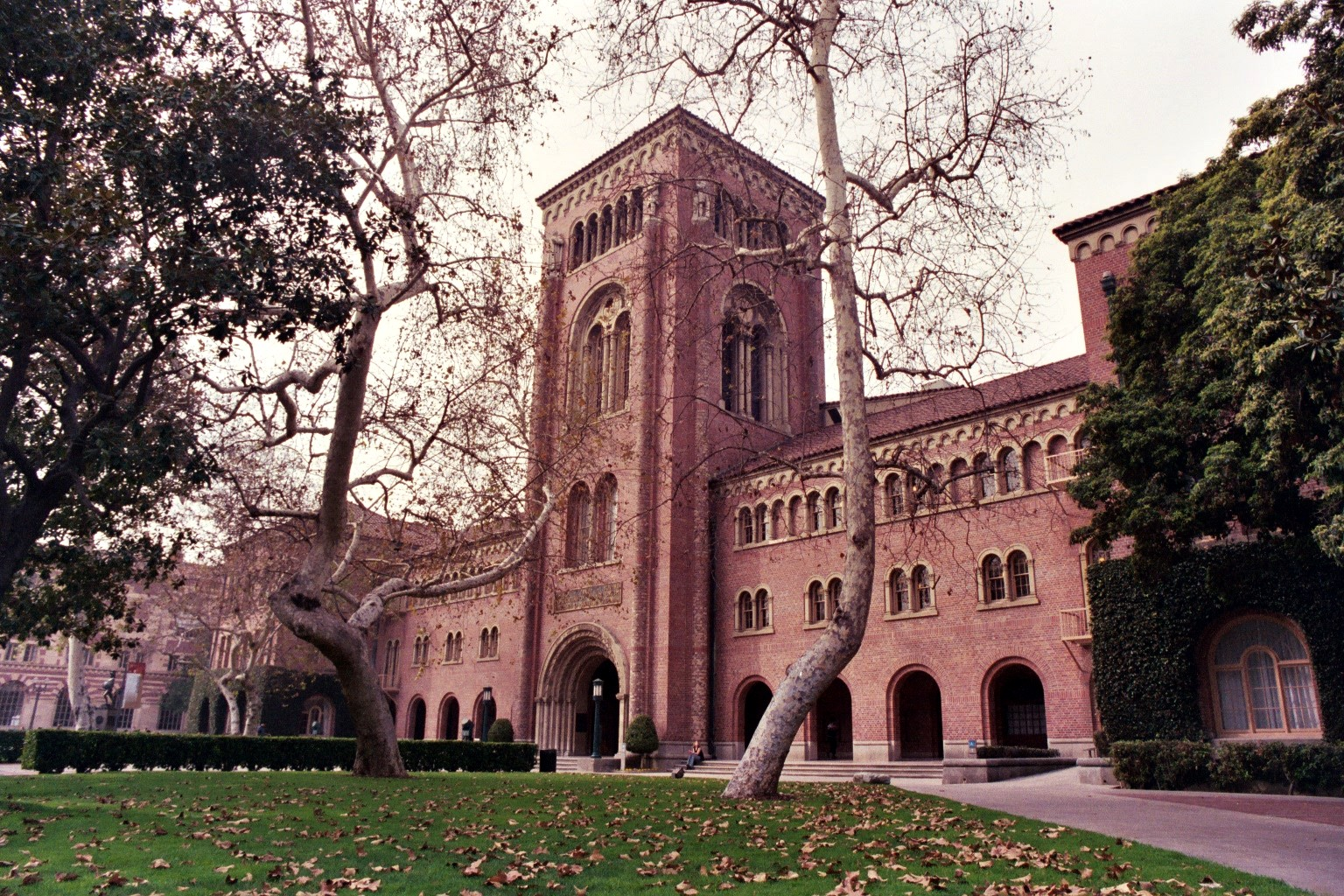
"Bovard Building" z roku 1921, sídlo univerzitní správy a administrativy

Univerzita Jižní Kalifornie (anglicky University of Southern California) je soukromá nezisková výzkumná univerzita v Jižním Los Angeles v Kalifornii ve Spojených státech amerických. Založena byla roku 1880, což jí dělá nejstarší kalifornoskou soukromou výzkumnou univerzitou. Má nejvíce zahraničních studentů z univerzit Spojených států, což odráží kosmopolitní charakter Los Angeles.
Základním čtyřletým studiem procházelo roku 2011 17 414 studentů, na univerzitě se vzdělává také 20 596 postgraduálních studentů v různých oborech přírodních i společenských věd, od ekonomie, přes práva, fyziku, chemii a medicínu, přes archeologii a dějiny umění až po psychologii. Univerzita má velmi vysokou úroveň vědeckých výzkumných aktivit.

## Někteří významní pedagogové a absolventi
- Pět nositelů Nobelovy ceny z let 1969–2015[4]
- Frank Gehry – přednášel teorii a dějiny moderní architektury
- Profesor Jiří Frel – externě přednášel dějiny antického umění v letech 1985–1988